# زواج المثليين في إقليم العاصمة الأسترالية
أصبح زواج المثليين قانونيا في الإقليم الأسترالي إقليم العاصمة الأسترالية وفي بقية أستراليا، في ديسمبر 2017، بعد أن أقر البرلمان الفيدرالي قانونًا يجيز زواج المثليين.
يعتبر إقليم العاصمة الأسترالية فريدا من نوعه لكونه الولاية أو الإقليم الوحيد في أستراليا الذي شرع بشكل مستقل زواج المثليين. ألغت المحكمة العليا في أسترالياأستراليا قانون زواج المثليين الذي كان قد أقره المجلس التشريعي في إقليم العاصمة الأسترالية. في 19 أيلول 2013، تحدت الحكومة الأسترالية الفيدرالية القانون بعد وقت قصير من مروره وأبطلته المحكمة العليا في 12 ديسمبر 2013 وبالتالي، فإن حالات زواج المثليين البالغ عددها 31 والتي تم تنفيذها بموجب قانون إقليم العاصمة الأسترالية تعتبر باطلة.
كان إقليم العاصمة الأسترالية أول ولاية قضائية في أستراليا تعترف قانونًا بالعلاقات المثلية في عام 1994. وكانت الثانية التي سمحت بتقديم التماسات مشتركة لتبني المثليين للأطفال في عام 2003، بعد أستراليا الغربية. كما أنها أول سلطة قضائية (والوحيدة حاليًا) التي قننت الاتحادات المدنية بعد أن أقرت الجمعية التشريعية قانون النقابات المدنية في عام 2012. في السابق، تم رفض التشريعات المماثلة بنجاح من قبل حكومة جون هوارد الفيدرالية في عام 2006. في عام 2013، صوتت الجمعية التشريعية لتشريع زواج المثليين، ولكن هذا القانون ألغته المحكمة العليا الأسترالية.

## الاتحادات المدنية والشراكات المنزلية

### قانون العلاقات المنزلية لعام 1994
كان إقليم العاصمة الأسترالية أول ولاية قضائية في أستراليا تعترف قانونيا بالعلاقات المثلية، في شكل قانون العلاقات المنزلية 1994. حدد القانون العلاقة المنولية بنفس طريقة التعامل مع زواج القانون العام؛ علاقة شخصية بين شخصين بالغين (بخلاف الزوجين) حيث يقدم أحدهما [أو كلاهما] التزامًا شخصيًا أو ماليًا ودعمًا ذا طابع منزلي لتحقيق المنفعة المادية للآخر. نص القانون أيضًا على توزيع الممتلكات والأموال في حالة الانفصال والميراث في حالة الوفاة.

### ستة تشريعات أخرى في عامي 2003 و 2004
بعد 9 سنوات، دخلت ستة تشريعات إضافية حيز التنفيذ، أقرتها حكومة جون ستانهوب لوضع حد للتمييز ضد الشركاء المثليين وأطفالهم في جميع مراسيم وقوانين إقليم العاصمة الأسترالية. كانت هذه القوانين:
- قانون تعديل التشريعات (المثليون والمثليات والمتحولون جنسيا) 2003[9]
- قانون تعديل قانون التمييز 2003[10]
- قانون الأبوة 2004[11]
- قانون تعديل قانون التمييز الجنسي 2004[12]
- قانون حقوق الإنسان 2004[13]

### قانون الاتحادات المدنية 2006
كان مشروع قانون الاتحادات المدنية 2006، الذي تم اقتراحه في البداية في مارس 2006، يهدف إلى إنشاء اتحادات مدنية للشركاء المثليين والشركاء المغايرين، مع توفير الاعتراف القانوني على قدم المساواة مع الزواج بموجب قانون الإقليم. كان إقليم العاصمة الأسترالية أول ولاية قضائية في أستراليا تقوم بتمرير مثل هذا التشريع، وجذب اهتماما وطنيا وكان سببا في صراع بين إقليم العاصمة الأسترالية والحكومة الفيدرالية.
وقال المدعي العام الفيدرالي فيليب رودوك إن مشروع القانون «لن يرضي الحكومة الفيدرالية»، والذي سيتدخل ما لم يتم تغيير مشروع القانون. غيرت حكومة ستانهوب الأجزاء المحددة من مشروع القانون؛ ومع ذلك، وفقا لرودوك، تم إجراء تغييرات أخرى تحايل على هذه التغييرات.
تم تمرير مشروع قانون الاتحادات المدنية 2006 في الجمعية التشريعية في إقليم العاصمة الأسترالية في 11 مايو 2006. وبعد أن دخل القانون حيز التنفيذ في 9 حزيران 2006، أعلن رودوك أن الحكومة الفيدرالية ستتحرك لإلغاء ذلك. في 13 يونيو 2006، أصدر المجلس التنفيذي الاتحادي تعليمات للحاكم العام بعدم السماح للقانون. تم انتقاد عدم قبول قانون الاتحادات المدنية بشدة من قبل أحزاب المعارضة والمدافعين عن الحقوق المدنية، وفي 15 يونيو 2006 تم نقل اقتراح في مجلس الشيوخ الأسترالي لإبطال أمر إلغاء التشريع وإعادة العمل به. هزم هذا الاقتراح في تصويت 30 صوتا لصالح ذلك مقابل 32 ضد (30-32) من قبل أعضاء التحالف الحكومي، على الرغم من تصويت السناتور غاري همفريز ضد مواقف حزبه.

### مشروع الشراكات المدنية 2006
في ديسمبر 2006، أشارت حكومة إقليم العاصمة الأسترالية إلى أنها ستمضي في تشريع جديد يعترف بالاتحادات المثلية بناءً على قوانين الشراكة المدنية في المملكة المتحدة. أوضح سيمون كوربل النائب العام لإقليم العاصمة الأسترالية موقف الإقليم بشكل واضح، قائلاً: «لا نزال نعتزم إعطاء نفس المستوى من الاعتراف المنصوص عليه في قانون الاتحادات المدنية.» استبدل مشروع قانون إقليم العاصمة الأسترالية الثاني، وهو مشروع قانون الشراكات المدنية 2006، مصطلح «اتحاد مدني» بعبارة «شراكة مدنية»، لكنه كان في الأساس مماثل له في تأثيره. تم منعه مرة أخرى في فبراير 2007.

### قانون الشراكات المدنية 2008
في ديسمبر 2007، بعد الانتخابات الفيدرالية لعام 2007 وانتخاب حكومة حزب العمال حديثًا، بدأت مرة أخرى المناقشات حول إعادة تقديم مشروع قانون منقح للشراكات المدنية. على عكس سلفه جون هوارد، قال رئيس الوزراء الأسترالي الجديد، كيفن رود، إنه لن يلغي قانون إقليم العاصمة الأسترالية الذي يسمح بالشراكات المدنية لأنه أمر يخص الولايات والأقاليم.
في ديسمبر 2007، تم تقديم مشروع قانون الشراكات المدنية إلى الجمعية التشريعية في إقليم العاصمة الأسترالية، لكنه توقف سريعًا. في فبراير 2008، رد النائب العام الأسترالي روبرت مكليلاند على قانون إقليم العاصمة الأسترالية المقترح، قائلاً إن حكومة رود لن تسمح بالاتحادات المدنية، وكرر تفضيل حزب العمال لنظام سجلات العلاقات قائم على مستوى الولايات، على غرار نظام نموذج تاسمانيا. وقال مكليلاند أن «الجوانب عقد الاحتفال لنموذج إقليم العاصمة الأسترالية كانت غير مناسبة.» كانت الحكومة الفيدرالية على استعداد لقبول سجلات العلاقات قائم على مستوى الولايات طالما أنها لم «تحاكي الزواج» بالسماح بعقد احتفال. تم انتقاد موقف ماكليلاند من قبل عضو مجلس الشيوخ عن حزب الخضر بوب براون، الذي قال إنها كانت الوجه القبيح للتيار المحافظ في حزب العمال الأسترالي.
في أيار/مايو 2008، بعد عدة محاولات لتعديل المخطط، أعلن النائب العام لإقليم العاصمة الأسترالية سيمون كوربل أن الإقليم قد تخلى عن تشريعاته الخاصة بالشراكات المدنية، وإلغاء على أي جوانب احتفالية، واستقر لتشريع نظام تسجيل علاقات مطابق فعليًا لتلك المعمول به في تاسمانيا وفيكتوريا. لم تتنازل الحكومة الفيدرالية في أي وقت أثناء المفاوضات. أقرت الجمعية التشريعية في إقليم العاصمة الأسترالية التشريع في 8 مايو 2008، مما أتاح للشركاء المثليين زيادة إمكانية الوصول إلى إصلاحات قانون التقاعد والضمان الاجتماعي. في حين تمت إزالة مظاهر الاحتفال من مشروع القانون، يجوز إجراء حفل إداري من قبل ممثل السجل العام في إقليم العاصمة الأسترالية. دخل قانون الشراكات المدنية 2008 حيز التنفيذ في 19 مايو 2008.

### قانون تعديل الشراكات المدنية 2009
تم تقديم مشروع قانون تعديل الشراكات المدنية 2009 إلى المجلس التشريعي في إقليم العاصمة الأسترالية من قبل حزب الخضر في إقليم العاصمة الأسترالية في 26 آب 2009، للسماح الاحتفالات التي ستجرى في الشراكات المدنية، وهو ما كان العنصر المثير للجدل في تشريع العام السابق. اتهم حزب العمال في البداية حزب الخضر بالتسييس من خلال إحياء القضية، لكنهم أيدوا بالإجماع مشروع القانون كمسألة مبدأ حيث أن سياسة حزب العمل هي دعم الاتحادات المدنية.
تمت الموافقة على مشروع القانون من قبل المشرعين في 11 نوفمبر بعد إدخال تعديل يحظر على الشركاء المغايرين عقد حفل شراكة مدنية. جعل هذا إقليم العاصمة الأسترالية أول إقليم في البلاد يشرع احتفالات الشراكات المدنية للشركاء المثليين. هددت الحكومة الفيدرالية بإلغاء التشريع بعد إقراره، ولكن بعد المناقشات، قال المدعي العام الفيدرالي إن القضية قد حُلت على نحو مرضٍ، حيث طلب التشريع من الشركاء المثليين تسجيل اعتزامهم إقامة حفل ويُمنع على الشركاء المغايرين من الدخول في حفل شراكة مدنية. قدمت الجمعية التشريعية في إقليم العاصمة الأسترالية التعديلات وأقرتها. ألغي بعد ذلك القانون نتيجة لتشريع الإقليم لقانون الاتحادات المدنية 2012.

### قانون الاتحادات المدنية 2012
في أغسطس 2012، تم إقرار قانون الاتحادات المدنية في إقليم العاصمة الأسترالية بعد مشورة قانونية أظهرت أن الحكومة الفيدرالية قد أزالت قدرتها على سن تشريع لزواج المثليين في الولايات والأقاليم بعد تعريف الزواج بأنه فقط بين رجل وامرأة في قانون تعديل الزواج 2004. يمنح مشروع القانون العديد من الحقوق نفسها للشركاء المثليين مثل الأزواج المغايرين بموجب قانون الزواج 1961. لم يتم الطعن في القانون من قبل حكومة جوليا غيلارد. كان من المقرر إلغاء القانون بمجرد بدء قانون المساواة في الزواج (زواج المثليين) 2013، والذي (إن لم يتم إلغاؤه من قبل المحكمة العليا)، كان سيشرع زواج المثليين في الإقليم. بسبب حكم المحكمة العليا الذي ألغى قانون زواج المثليين في إقليم العاصمة الأسترالية، كان إلغاء قانون النقابات المدنية قانون 2012 لاغيا واستمرت الاتحادات المدنية في الحدوث في إقليم العاصمة الأسترالية حتى عام 2017. واعتبارا من عام 2017، أصبح من غير الممكن إنشاء اتحاد مدني جديد لأن المادة 7 من قانون الاتحاد المدني 2012 تقضي بعدم قدرة الشركاء على الزواج بموجب قانون الزواج 1961. عندما تم تشريع زواج المثليين، أصبح من المستحيل من الناحية القانونية تشكيل اتحاد مدني، على الرغم من أن الاتحادات الحالية لا نزال صالحًة والدخول في علاقة منزلية يبقى خيارًا. في 8 ديسمبر 2018، ذكرت الحكومة أن الاتحادات المدنية التي أجريت قبل هذا التاريخ ولم يتم تحويلها بعد إلى حالات زواج المثليين تظل صالحة.

## مشروع قانون زواج المثليين 2013
في 13 سبتمبر 2013، أعلنت حكومة إقليم العاصمة الأسترالية أنها ستقدم مشروع قانون يشرع زواج المثليين، بعد محاولة دامت عقدًا من الزمن لتشريعه. قالت رئيسة الوزراء كاتي غالاغر  لقد كنا واضحين بشأن هذه القضية منذ فترة من الوقت وهناك دعم مجتمعي كبير لهذا الأمر". "نحن نفضل أن نرى البرلمان الفيدرالي يشرع في وضع خطة وطنية متماسكة، ولكن في غياب ذلك، سنعمل لصالح شعب إقليم العاصمة الأسترالية". أتاح قانون المساواة في الزواج (زواج المثليين) 2013 للأزواج الذين لم يتمكنوا من الزواج بموجب قانون زواج الكومنولث لعام 1961الدخول في زواج في إقليم العاصمة الأسترالية. وقد نصت على الاحتفال، والأهلية، والحل والإلغاء، وكذلك المتطلبات التنظيمية وإشعار النوايا فيما يتعلق بزواج المثليين. تمت مناقشة مشروع القانون في الجمعية التشريعية في إقليم العاصمة الأسترالية في 22 أكتوبر 2013، وتمت الموافقة عليه بأغلبية 9 أصوات لصالح مقابل 8 أصوات ضد (9-8).
بموجب التشريع، تم السماح بزواج المثليين في قانون إقليم العاصمة الأسترالية منذ 7 ديسمبر 2013. كان على الأزواج إعطاء إشعار لمدة شهر واحد على الأقل بنية الزواج، وكان 47 من الأزواج مؤهلين للزواج في الفترة ما بين 7 و 12 ديسمبر، عندما ألغت المحكمة العليا القانون. في المجموع، تم اختيار 31 من الأزواج المثليين للزواج في فترة 5 أيام بين تنفيذ القانون وإلغائه بعد ذلك من قبل المحكمة العليا.

### الطعن ضد القانون في المحكمة العليا
في 10 أكتوبر 2013، أكد جورج براندس، المدعي العام الفيدرالي لأستراليا، أن حكومة الكومنولث الفيدرالية ستطعن في مشروع قانون إقليم العاصمة الأسترالية، مشيرة إلى أن حكومة توني أبوت لديها مخاوف دستورية كبيرة فيما يتعلق بمشروع قانون إقليم العاصمة الأسترالية.
استمعت الهئية الكاملة للمحكمة العليا في أستراليا إلى تحدي حكومة الكومنولث الفيدرالية لقوانين زواج إقليم العاصمة الأسترالية في 3 ديسمبر، أي قبل أقل من أسبوع من دخول التشريع حيز التنفيذ. في 13 نوفمبر، قدمت حكومة الكومنولث الفيدرالية إلى المحكمة تقريرها المكتوب، الذي تضمن حججًا مؤيدة للبطلان الدستوري والقانوني المزعوم لقانون إقليم العاصمة الأسترالية، قائلة إن القانون «يتعارض» مع أحكام قانون الحكم الذاتي. 1988 (إقليم العاصمة الأسترالية) وقانون الزواج الفيدرالي. قدم المحامي العام للكومنولث إلى المحكمة العليا ما يلي:
تم تقديم رد إقليم العاصمة الأسترالية إلى المحكمة في 25 نوفمبر/تشرين الثاني، بحجة أنه «لا يظهر كل قانون الزواج 1961 (Cth.) أو قانون الأسرة 1975 (Cth.) نية ليكون بيانًا شاملاً أو حصريًا القانون [الأسترالي] الذي يحكم مؤسسة الزواج». تقدمت حكومة الكومنولث بطلبات في الرد.

#### حكم المحكمة العليا
أصدرت المحكمة العليا حكمها في 12 كانون الأول/ديسمبر 2013، حيث ألغت قانون إقليم العاصمة الأسترالية باعتباره مخالفًا لقانون الزواج الفيدرالي وأعلنت أن الدستور لا يسمح إلا للبرلمان الفيدرالي بسن قوانين تتعلق بالزواج في أستراليا.
في حكمها الذي ألغى قانون زواج إقليم العاصمة الأسترالية، حكمت المحكمة بما يلي:
ذهبت المحكمة أبعد من ذلك لتوضيح مدى عدم تناسق قانون إقليم العاصمة الأسترالية مع القانون الفيدرالي من خلال النص على ما يلي:

## تمرير قانون تعديل الزواج (التعريف والحريات الدينية) 2017
شرع البرلمان الفيدرالي زواج المثليين في جميع أنحاء البلاد في ديسمبر 2017. وقد دخل القانون الجديد حيز التنفيذ في القانون، وفي جميع أنحاء البلاد، في 9 ديسمبر 2017. بعد التوقيع على قانون تعديل الزواج (التعريف والحريات الدينية) 2017، قدم إقليم العاصمة الأسترالية شهادات زواج مجانية للأزواج الذين تزوجوا هناك بموجب قانون 2013 ويريدون إعادة تجديد وعود زواجهم، وللشركاء المسجلين في اتحاد مدني.